# Єврохокей-челендж 2012 (Україна)
Єврохоке́й-че́лендж 2012 (англ. Euro Ice Hockey Challange 2012) — міжнародний хокейний турнір, який проходив з 9 по 11 лютого 2012 року на льоду Палацу спорту у Києві.
В турнірі брали участь 4 збірні: України, Італії, Литви та Румунії.
Переможцем турніру стала збірна Італії, яка виграла усі свої матчі.

## Турнірна таблиця
| Команда | І | В | ВО | ПО | П | Ш    | О |
| ------- | - | - | -- | -- | - | ---- | - |
| Італія  | 3 | 2 | 1  | 0  | 0 | 13—7 | 8 |
| Україна | 3 | 2 | 0  | 1  | 0 | 16—6 | 7 |
| Румунія | 3 | 0 | 1  | 0  | 2 | 7—14 | 2 |
| Литва   | 3 | 0 | 0  | 1  | 2 | 4—13 | 1 |

## Результати
Час початку матчів місцевий (UTC+2)
| 9 лютого 2012 15:00 | Литва | 0 : 4 (0:1, 0:3, 0:0) | Італія | Палац спорту, Київ |

| Протокол  | Протокол        | Протокол | Протокол          | Протокол |
| --------- | --------------- | --- | ----------------- | -------- |
|           | Мантас Армаліс  | Голкіпери | Деніел Белліссімо |          |
|           | 0:1 0:2 0:3 0:4 | 09:51 Ансольді (ДеМаркі, Сканделла б) 27:33 Фелічетті 32:04 Бернард (Йорі, Піхлер) 33:59 Сканделла (Ансольді) |                   |          |
| 14 хв.    | Вилучення       | 6 хв. |                   |          |
| 9 (3+4+2) | Кидки           | 38 (13+16+9)                                                                                                  |                   |          |

| 9 лютого 2012 19:00 | Україна | 7 : 0 (1:0, 2:0, 4:0) | Румунія | Палац спорту, Київ |

| Протокол | Протокол                        | Протокол  | Протокол        | Протокол |
| --- | ------------------------------- | --------- | --------------- | -------- |
| | Костянтин Симчук Євген Напненко | Голкіпери | Адріан Катріной |          |
| Заблудовський (Торяник, Скороход б) 16:30 Андрущенко (Бондарев, Наваренко) 26:02 Ден. Ісаєнко (Наваренко, Пастух) 39:31 Дм. Ісаєнко (Черненко, Щербатюк б) 43:26 Яковенко (Касянчук, Наваренко м) 47:59 Пастух (Бондарев, Андрущенко) 58:58 Яковенко (Касянчук, Побєдоносцев) 59:59 | 1:0 2:0 3:0 4:0 5:0 6:0 7:0     |           |                 |          |
| 6 хв. | Вилучення                       | 10 хв.    |                 |          |
| 57 | Кидки                           | 16        |                 |          |

| 10 лютого 2012 15:00 | Італія | 4 : 3 (2:2, 1:1, 1:0) | Румунія | Палац спорту, Київ |

| Протокол | Протокол                    | Протокол                                                                | Протокол        | Протокол |
| --- | --------------------------- | ----------------------------------------------------------------------- | --------------- | -------- |
| | Томас Трагуст               | Голкіпери                                                               | Адріан Катріной |          |
| Йорі (ДеМаркі) 07:59 Маркетті (Бернард, Йорі) 13:10 Фелічетті (Сканделла, Гелфер) 30:27 Бернард (Едвардсон, Лутц) 57:33 | 0:1 1:1 2:1 2:2 2:3 3:3 4:3 | 06:40 Анталь (Соч) 19:43 Мольнар (Жок, Анталь) 23:42 Анталь (І. Надь б) |                 |          |
| 16 хв. | Вилучення                   | 12 хв.                                                                  |                 |          |
| 48 | Кидки                       | 40                                                                      |                 |          |

| 10 лютого 2012 19:00 | Україна | 5 : 1 (1:0, 2:1, 2:0) | Литва | Палац спорту, Київ |

| Протокол | Протокол                | Протокол                           | Протокол                                          | Протокол |
| --- | ----------------------- | ---------------------------------- | ------------------------------------------------- | -------- |
| | Євген Напненко          | Голкіпери                          | Арунас Алейніковас (09:42) Мантас Армаліс (50:18) |          |
| Торяник (Скороход, Ємельяненко б) 24:50 Побєдоносцев (Касянчук, Андрущенко б) 30:22 Борисенко (Бабинець, Черненко) 33:23 Черненко (Рамазанов) 42:54 Бабинець (Черненко, Щербатюк) 43:44 | 1:0 2:0 3:0 3:1 4:1 5:1 | 36:30 Корнійчук (Кєрас, Крісцюнас) |                                                   |          |
| 8 хв. | Вилучення               | 16 хв.                             |                                                   |          |
| 48 | Кидки                   | 22                                 |                                                   |          |

| 11 лютого 2012 15:00 | Румунія | 4 : 3 ОТ (2:1, 0:0, 1:2, ОТ: 1:0) | Литва | Палац спорту, Київ |

| Протокол                                                                                      | Протокол                    | Протокол                                                                                          | Протокол       | Протокол |
| --------------------------------------------------------------------------------------------- | --------------------------- | ------------------------------------------------------------------------------------------------- | -------------- | -------- |
|                                                                                               | Адріан Катріной             | Голкіпери                                                                                         | Мантас Армаліс |          |
| Мольнар (І. Надь, Віраг б) 02:21 Соч (Папп, Анталь) 12:10 Анталь (Жок, Соч б) 58:18 Соч 61:50 | 1:0 1:1 2:1 2:2 3:2 3:3 4:3 | 05:04 Босас (Богдзюл м) 42:54 Бендіус (Балтруконіс, Кулевічюс) 58:57 Кулевічюс (Бендіус, Катуліс) |                |          |
| 24 хв.                                                                                        | Вилучення                   | 14 хв.                                                                                            |                |          |
| 43                                                                                            | Кидки                       | 28                                                                                                |                |          |

| 11 лютого 2012 19:00 | Італія | 5 : 4 Б (2:1, 1:2, 1:1, ОТ: 0:0) (Б: 1:0) | Україна | Палац спорту, Київ |

| Протокол | Протокол                                       | Протокол | Протокол         | Протокол |
| --- | ---------------------------------------------- | --- | ---------------- | -------- |
| | Деніел Белліссімо                              | Голкіпери | Костянтин Симчук |          |
| Бернард (Маркетті) 01:58 Рокко 04:36 Бенетті (Піхлер, Мейр) 35:17 Сканделла (Ансольді) 46:01 Сканделла Сіріанні (вб) | 1:0 1:1 2:1 2:2 3:2 3:3 4:3 4:4 Буліти 1:0 2:1 | 03:25 Касянчук (Климентьєв б) 21:57 Торяник (Заблудовський) 39:55 Касянчук (Побєдоносцев, Климентьєв м) 55:04 Пастух (Ден. Ісаєнко, Наваренко) Касянчук Бондарев Торяник |                  |          |
| 38 хв. | Вилучення                                      | 30 хв. |                  |          |
| 37 | Кидки                                          | 35 |                  |          |

## Статистика

### Бомбардири
| №   | Гравець                | Команда | І | Ш | A | О | +/- | Штр |
| --- | ---------------------- | ------- | - | - | - | - | --- | --- |
| 1.  | Жомбор Анталь          | Румунія | 3 | 3 | 2 | 5 | +1  | 0   |
| 2.  | Костянтин Касянчук     | Україна | 3 | 2 | 3 | 5 | +2  | 4   |
| 3.  | Антон Бернард          | Італія  | 3 | 3 | 1 | 4 | +4  | 0   |
| 4.  | Джуліо Сканделла       | Італія  | 3 | 2 | 2 | 4 | +2  | 6   |
|     | Сабольч Соч            | Румунія | 3 | 2 | 2 | 4 | +1  | 0   |
| 6.  | Сергій Черненко        | Україна | 3 | 1 | 3 | 4 | +2  | 0   |
| 7.  | Юрій Наваренко         | Україна | 3 | 0 | 4 | 4 | +4  | 4   |
| 8.  | Євген Пастух           | Україна | 3 | 2 | 1 | 3 | +3  | 0   |
|     | Олександр Торяник      | Україна | 3 | 2 | 1 | 3 | +1  | 8   |
| 10. | Віктор Андрущенко      | Україна | 3 | 1 | 2 | 3 | +2  | 0   |
|     | Олександр Побєдоносцев | Україна | 3 | 1 | 2 | 3 | +1  | 4   |
|     | Дієго Йорі             | Італія  | 3 | 1 | 2 | 3 | +3  | 8   |
|     | Лука Ансольді          | Італія  | 3 | 1 | 2 | 3 | +2  | 6   |

Джерело:

### Воротарі
| №  | Гравець           | Команда | І | В | П | %ВБ  | КН   | І«0» |
| -- | ----------------- | ------- | - | - | - | ---- | ---- | ---- |
| 1. | Євген Напненко    | Україна | 2 | 1 | 0 | 96.0 | 0.89 | 0    |
| 2. | Деніел Белліссімо | Італія  | 2 | 2 | 0 | 91.7 | 1.92 | 1    |
| 3. | Костянтин Симчук  | Україна | 2 | 1 | 1 | 92.3 | 2.04 | 0    |
| 4. | Томас Трагуст     | Італія  | 1 | 1 | 0 | 92.5 | 3.00 | 0    |
| 5. | Мантас Армаліс    | Литва   | 3 | 0 | 3 | 89.3 | 4.53 | 0    |
| 6. | Адріан Катріной   | Румунія | 3 | 1 | 2 | 89.5 | 4.65 | 0    |

Джерело:

## Склади команд
1.  Україна
- Воротарі: Євген Напненко («Донбас»), Костянтин Симчук («Сокіл»);
- Захисники: Володимир Алексюк («Донбас»), Євген Ємельяненко («Аристан», Казахстан), Денис Ісаєнко, Роман Щербатюк (обоє — «Беркут»), Сергій Климентьєв («Сокіл»), Юрій Наваренко («Шахтар», Білорусь), Олександр Побєдоносцев («Донбас»), Олександр Скороход («Сокіл»);
- Нападники: Віктор Андрущенко («Шахтар», Білорусь), Сергій Бабинець («Донбас»), Артем Бондарєв («Донбас»), Павло Борисенко («Компаньйон-Нафтогаз»), Денис Заблудовський («Компаньйон-Нафтогаз»), Дмитро Ісаєнко («Донбас»), Костянтин Касянчук («Сокіл»), Євген Пастух («Донбас»), Шаміль Рамазанов (ХК «Рязань», ВХЛ), Олександр Торяник (ХК «Саров», ВХЛ), Сергій Черненко («Сокіл»), Олександр Яковенко («Сокіл»).

2.  Литва
- Воротарі: Мантас Армаліс («Мора», Швеція), Арунас Алейніковас, Неріюс Дауксевічюс (обоє — «Енергія», Литва);
- Захисники: Артур Рибаков («Балтика», Литва), Артурас Катуліс («Беркут», Україна), Міндаугас Кєрас («Слау Джетс», Велика Британія), Андрій Бураков, Петрас Науседа, Юстінас Вежеліс, Томас Вішняускас, Кароліс Кубіліюс (всі — «Енергія»);
- Нападники: Довідас Кулевічюс, Айварас Бенджіус, Лайсвідас Рімкус, Антон Корнійчук, Роман Аляпкін, Ауреліус Крісціунас, Вітаутас Ягелавічюс, Сарунас Кулесіус (всі — «Енергія»), Аймас Фісцевас, Андрій Жидковас (обоє — «Балтика»), Маурас Балтруконіс («Атлант», Росія), Дарюс Пліскаускас («Слау Джетс»), Даніель Богдзіул («Ільвес», Фінляндія), Арнольдас Босас («Аристан», Казахстан).

3.  Італія
- Воротарі: Деніел Белліссімо («Бофорс», Швеція), Томас Трагуст («Віпітено», Італія);
- Захисники: Метт ДеМаркі («Вестерос», Швеція), Девід Боумен («Кортіна», Італія), Крістіан Боргателло («Больцано», Італія), Армін Гофер, Армін Гелфер (обоє — «Вальпустерія»), Ніколас Пластіно («Бофорс»), Стефано Маркетті («Азіаго», Італія), Андреас Лутц («Мілан», Італія);
- Нападники: Лука Ансольді («Мілан»), Федеріко Бенетті («Азіаго»), Антон Бернард, Карл Едвардсон, Марко Інсам (усі — «Больцано»), Лука Фелічетті («Кортіна»), Маркус Гандер, Патрік Майр (обоє — «Віпітено»), Дієго Йорі («Фасса», Італія), Томас Піклер («Ріттен», Італія), Вінсент Рокко («Аллеге», Італія), Джуліо Сканделла («Вальпустерія»), Роберт Сіріанні («Вальпелліче», Італія).

4.  Румунія
- Воротарі: Адріан Катріной («Стяуа», Румунія), Геллерт Руцуй («Чиксереда», Румунія);
- Захисники: Євген Писаренко, Нікушор Лусняк (обоє — «Стяуа»), Іштван Надь, Сабольч Папп, Ботонд Флінта (всі — «Чиксереда»), Чаба Надь («Брашов», Румунія);
- Нападники: Отто Біро, Сабольч Соч, Жольт Мольнар, Чанад Віраг, Левенте Петер (всі — «Чиксереда»), Левенте Лорінц, Левенте Жок, Атілла Боршош, Жомбор Анталь (всі — «Брашов»), Роберто Гліга («Тінгсрюд», Швеція), Міхай Георгеску, Леонард Паскару, Александру Мунтяну (всі — «Стяуа»).

## Переможець Єврохокей-челенджа 2012
| Переможець Єврохокей-челенджа 2012 |
| ---------------------------------- |
| Італія                             |